# Stazione di Kōriyama (Fukushima)

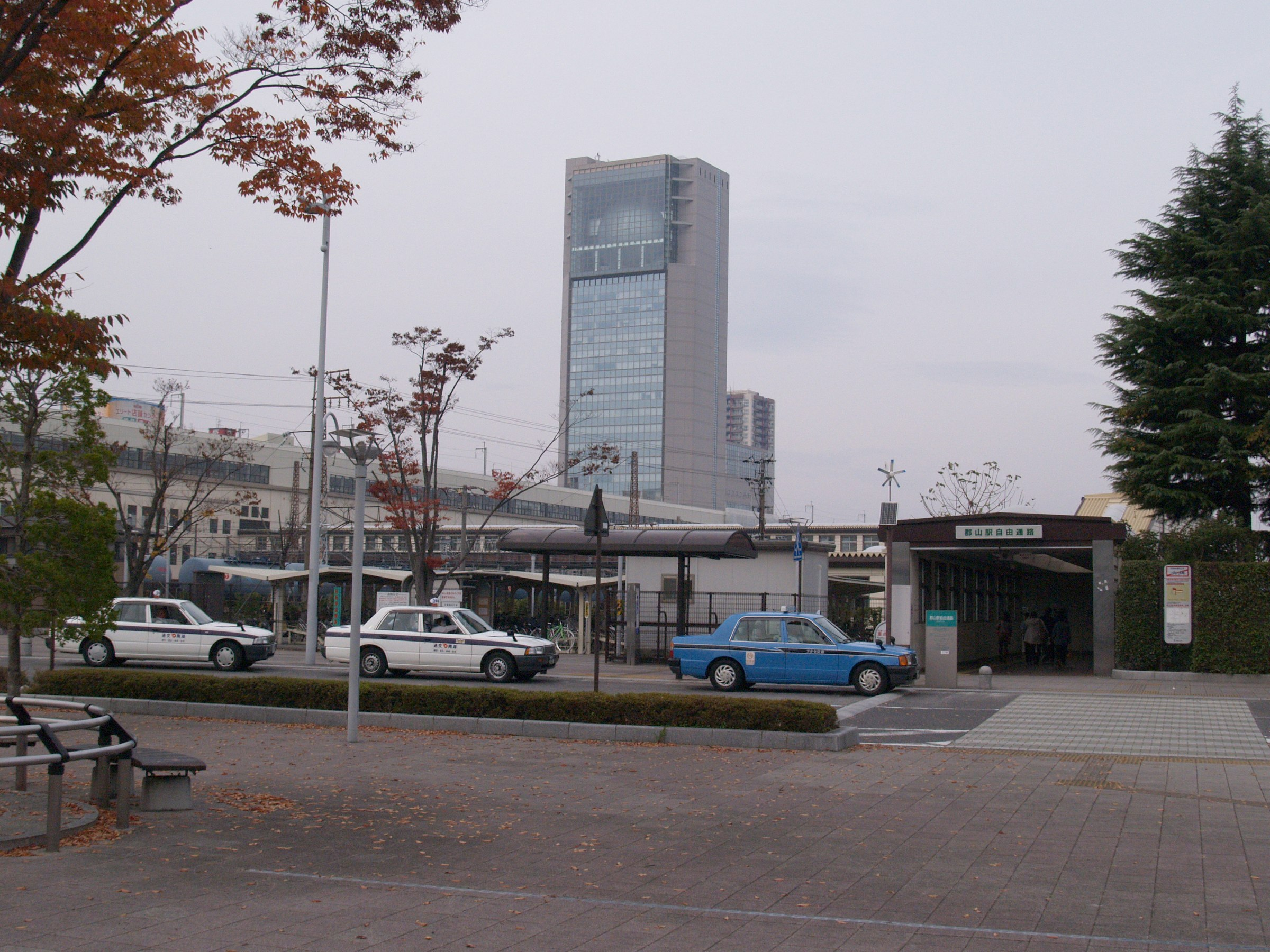
Vista dell'uscita est della stazione

La stazione di Kōriyama (郡山駅?, Kōriyama-eki) è la principale stazione ferroviaria della città di Kōriyama, nella prefettura di Fukushima della regione del Tōhoku, in Giappone.

## Cronologia
- 16 luglio 1887: inaugurazione del servizio fra Kōriyama e Kuroiso
- 15 dicembre 1887: estensione a Sendai e Shiogama
- 26 luglio 1898: inaugurazione della linea Gan'etsu
- 10 ottobre 1917: la linea Gan'etsu diviene l'attuale linea Ban'etsu
- 23 giugno 1982: la stazione diviene una fermata del treno ad alta velocità Tōhoku Shinkansen

## Linee e servizi
East Japan Railway Company
 Tōhoku Shinkansen
■ Linea principale Tōhoku
■ Linea Suigun (servizio ferroviario)
■ Linea Ban'etsu orientale
■ Linea Ban'etsu occidentale

## Struttura
La stazione è composta dalla sezione delle linee regionali al livello del terreno e da quella dell'alta velocità Shinkansen, su viadotto.

### Binari linee regionali
Per quanto riguarda la linea storica, sono presenti due marciapiedi a isola, uno laterale, e uno tronco, per un totale di cinque binari passanti e uno terminale (il numero 3).
| 1     | ■ Linea Ban'etsu occidentale | per Iwanashiro, Aizu-Wakamatsu e Kitakata |
| 3     | ■ Linea Suigun               | per Iwaki-Ishikawa e Mito                 |
| 2-4-5 | ■ Linea principale Tōhoku    | per Shirakawa, Kuroiso e Utsunomiya       |
| 2-4-5 | ■ Linea principale Tōhoku    | per Fukushima, Nihonmatsu e Sendai        |
| 6     | ■ Linea Ban'etsu orientale   | per Funehiki, Ono-Shinmachi e Iwaki       |

### Binari linee Shinkansen
Per quanto riguarda la linea ad alta velocità shinkansen, son presenti un marciapiede a isola centrale e uno laterale con tre binari totali in deviata al terzo piano della stazione, con due binari di sorpasso in piena linea per i treni che non fermano a Koriyama. Il binario 12 è riservato per i treni diretti a nord, e il 13 per quelli in direzione Tokyo, mentre il binario 11 è utilizzato dal treno Nasuno 258 e da altri treni in modo irregolare. I marciapiedi sono dotati di indicatori LED per i numeri delle carrozze.
| 11 | Tōhoku Shinkansen | solo per treni partenti da questa stazione |
| 12 | Tōhoku Shinkansen | per Sendai, Morioka, Yamagata e Shinjō     |
| 13 | Tōhoku Shinkansen | per Utsunomiya, Ōmiya, Ueno e tokyo        |

## Stazioni adiacenti
| «                          | Servizio          | »                   |
| Tōhoku Shinkansen          | Tōhoku Shinkansen | Tōhoku Shinkansen   |
| -------------------------- | ----------------- | ------------------- |
| Shin-Shirakawa             | -                 | Fukushima           |
| Yamagata Shinkansen        |                   |                     |
| Utsunomiya                 | -                 | Fukushima           |
| Linea principale Tōhoku    |                   |                     |
| Asaka-Nagamori             | -                 | Hiwada              |
| Linea Suigun               |                   |                     |
| Asaka-Nagamori             | -                 | Capolinea           |
| Linea Ban'etsu occidentale |                   |                     |
| Capolinea                  | Locale Rapido     | Bandai-Atami        |
| Capolinea                  | Rapido Aizu Liner | Bandai-Atami Kikuda |
| Linea Ban'etsu orientale   |                   |                     |
| Mōgi                       | Locale            | Capolinea           |